# Martin Garzes
Martin Garzes także Martinus Garzesius, Martin Garces (ur. 1526 w Aragonii; zm. 7 lutego 1601) – 53. wielki mistrz zakonu joannitów (od 8 maja 1595 do śmierci).
Przed wyborem na urząd wielkiego mistrza był przełożonym jednej z tzw. langues (grup językowych). Podczas swoich rządów doprowadził do zakończenia sporów wewnątrz zakonu i sporów zakonu z innymi osobami. W 1597 odparł atak Turków na Gozo. Zaplanował budowę Garzes-Tower na Gozo, którą wzniesiono po jego śmierci (1605).